# Diyallı
Diyallı è un comune dell'Azerbaigian situato nel distretto di İsmayıllı. Conta una popolazione di 2 016 abitanti.